# Jiří Pecka (kajakarz)
Jiří Pecka (ur. 4 czerwca 1917 w Pradze, zm. 12 maja 1997 tamże) – czeski kajakarz, kanadyjkarz, wicemistrz olimpijski z 1948. W czasie swojej kariery sportowej reprezentował Czechosłowację.

## Kariera sportowa
Początkowo startował w kajakarstwie klasycznym, w kanadyjkach dwójkach (C-2). W parze z Václavem Havlem zdobył srebrny medal w wyścigu kanadyjek dwójek na dystansie 10 000 metrów na igrzyskach olimpijskich w 1948 w Londynie, za osadą Stanów Zjednoczonych Stephenem Lysakiem i Stephenem Macknowskim, a przed Georgesem Dransartem i Georgesem Gandilem z Francji. Razem z Havlem zdobył brązowy medal w wyścigu C-2 na 1000 metrów na mistrzostwach świata w 1950 w Kopenhadze.
Startował także w kajakarstwie górskim, w slalomie kanadyjek dwójek C-2, a od 1951 poświęcił się tej dyscyplinie sportu. Startując z Václavem Havlem zajął 10. miejsce w konkurencji C-2 indywidualnie na mistrzostwach świata w 1949 w Genewie, zdobył srebrny medal w konkurencji C-2 drużynowo i brązowy medal w C-2 indywidualnie na mistrzostwach świata w 1951 w Steyr oraz zdobył brązowy medal w konkurencji C-2 drużynowo i zajął 4. miejsce w C-2 indywidualnie na mistrzostwach świata w 1953 w Merano. W późniejszych latach występował w konkurencji kanadyjek dwójek mieszanych (w osadzie z kobietą). Razem z Daną Martanovą zdobył zloty medal w tej konkurencji na mistrzostwach świata w 1955 w Tacenie, a w parze z Jaroslavą Havlovą zajął 4. miejsce na mistrzostwach świata w 1957 w Augsburgu.